# Anja Rubik

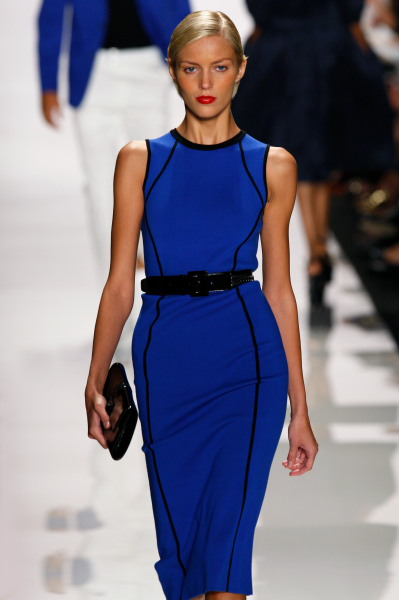
Rubik in 2008

Anja Rubik (Anna Helena Rubik, Rzeszów, 12 juni 1983) is een Pools model.

## Biografie
Rubik werd in Rzeszów geboren als dochter van twee dierenartsen. Ze volgde een opleiding op een privéschool in Częstochowa en heeft een jongere zus Joanna.

## Carrière
Ze begon haar carrière als model op vijftienjarige leeftijd nadat ze in Milaan werd gecast door een castingbureau. Twee jaar later verhuisde ze naar Parijs waar ze de middelbare school afmaakte en alleen woonde. Nadat ze voor haar eindexamens was geslaagd, ging ze naar New York.
Haar doorbraak als model kwam in 2004 door een fotosessie met fotograaf Alexi Lubomirski bij Chloé. Deze fotosessie resulteerde erin dat ze in oktober 2004 op de cover van de Duitse editie van Vogue kwam te staan. In totaal stond ze 21 keer op de cover van Vogue. Sinds 2010 is ze het gezicht van juwelier Apart. In hetzelfde jaar ontwierp ze een schoenen- en tassencollectie voor Quazi.
In 2010 debuteerde Rubik op televisie als een van de juryleden in de Poolse editie van het programma Top Model. In 2012 werd Rubik hoofdredactrice van 25 Magazine – een cultureel tijdschrift dat driemaandelijks verschijnt. Sinds 2014 presenteert ze Project: Runway op de Poolse tv-zender TVN.
Als enige Poolse model verscheen Rubik driemaal op rij (in 2009, 2010, 2011) in de Victoria's Secret Show. Ze droeg voor het merk 9 handgemaakte kostuums en deed ook een paar fotosessies. Backstage maakte ze foto’s van zichzelf met Nederlandse modellen als Doutzen Kroes en Bregje Heinen.

## Persoonlijk
Sinds 2011 is Rubik getrouwd met het Servische fotomodel Sasha Knezevic. In interviews gaf ze toe, dat ze verscheidene radicale diëten had geprobeerd om af te vallen en haar ideale lichaam te bereiken. Daarna werd ze vegetarisch. Ze eet geen vlees of vis en doet veel aan yoga en jogging samen met haar echtgenoot Sasha Knezevic.